# ACE (雜誌)
《ACE》（Advanced Computer Entertainment）是一本多格式的電子遊戲新聞學電子遊戲雜誌，最初由未來出版社在英國出版，後來被EMAP收購。

## 歷史
ACE於1987年10月創刊，大致與 Newsfield 位於倫敦的出版商自家的多格式雜誌《The Games Machine》同時推出。
該雜誌的工作人員主要由前《Amstrad Action》（AA）和《Personal Computer Games》工作人員組成，包括創刊聯合編輯彼得·康納（Peter Connor）和史蒂夫·庫克（Steve Cooke）。 曾經擔任評論編輯的安迪·威爾頓（Andy Wilton）是從AA招聘過來的，而戴夫·帕克（Dave Packer）和安迪·史密斯（Andy Smith）被聘用為職員作家。 另一位曾在AA工作的成員特雷弗·吉爾漢（Trevor Gilham）擔任藝術編輯。
在1989年6月至7月之間（第21和第22期），該雜誌被出售給EMAP，未來出版社重新調派了原本的ACE工作人員，讓他們轉而在他們的《Amiga Format》和《ST Format》標題上工作。在1992年4月取消該雜誌後，當時在ACE工作的一些工作人員被調到《The One》重新啟動該雜誌。

## 內容
最初的報導範圍包括雅達利ST、Amiga、C64、康懋達64遊戲系統和Amstrad CPC，但隨著新機器的推出，也包括了新機器。 雖然遊戲特性是主要內容，但也包括了有關圖形和電腦音樂的其他文章。 雜誌附帶了一個遊戲卡帶，後來是一個磁片，其中包含了遊戲演示。

### 畫面測試
畫面測試是遊戲的評論部分。 遊戲按視覺效果、音効、智力、趣味和整體評分（滿分10分）評分。 遊戲由所有評論家查看，整體評分以1000分為標準，而不是通常的百分比或滿分10分。 另外，還引入了樂趣預測曲線圖，該圖表預測了遊戲在未來幾個月內帶來的樂趣程度。

## 外部連結
- ACE雜誌概況 （页面存档备份，存于） at Amiga History
- ACE雜誌存檔 at the Internet Archive